# مصفوفة نووية

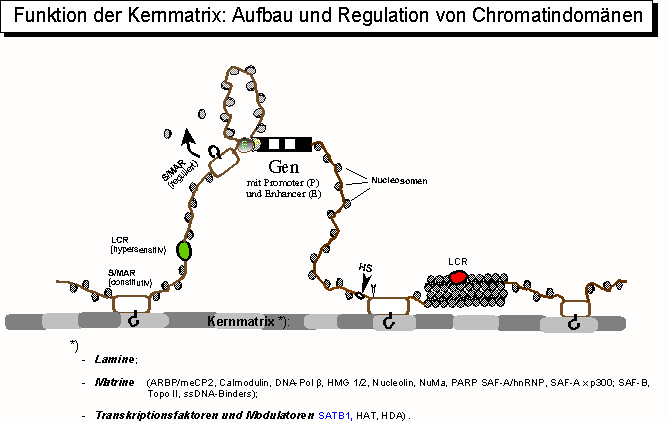

تمثل المصفوفة النووية (بالإنجليزية: Nuclear matrix)‏، في مجال علم الأحياء، شبكةً من الألياف المنتشرة داخل نواة الخلية والمتماثلة إلى حدٍ ما مع الهيكل الخلوي للخلية. على الرغم من ذلك، وعلى النقيض مع الهيكل الخلوي، فقد افترض أن المصفوفة النووية ذات بنية متراكبة ديناميكياً بصورةٍ عاليةٍ، ولربما كانت أشبه كثيراً باسفنج متراكب ذا حجراتٍ فارغةٍ للسماح بحرية انفصال الجزيئات في النواة. إلا أن الوظيفة الإضافية للمصفوفة النانوية ما زال متنازعاً عليها، كما أن تواجدها طرح العديد من التساؤلات والاستفسارات كذلك. هذا وتشير الأدلة الملموسة إلى أن المصفوفة النانوية لها صلة في تنظيم التعبير الجيني في رشاد أذن الفأر.

## تبرير افتراض المصفوفة النووية
طُرِحَ تساؤلٍ منذ أمدٍ طويل حول ما إذا كانت شبكة البوليمر، «المصفوفة النووية» أو «السقالة النووية» تمثل مكوناً حيوياً في الهندسة المعمارية النووية في الحيوية، حيث ظلت تلك المسألة نقطة جدالٍ طويلٍ. فبينما كان هناك توضيحاتٍ أن الوضع النسبي مستعمرات الكروموسومات، المكافيء لكرموسومات الطور الاستوائي المكثف في الطور البيني (بالإنجليزية:  interphase)‏، قد يظل كما هو بفضل العائق الفراغي أو قوى التنافر الكهروستاتيكي فيما بين أسطح مستعمرات الكروموسومات عالية التركيب، حيث يجب أن تتوافق تلك الفكرة مع الملاحظات التي تم الحصول عليها وفقاً لكون طريقة معاملة أي الخلايا بإجراءات امتداد – المصفوفة التقليدي تحافظ على المستعمرات المحددة مرتفعةً إلى النقطة التي تنطلق عندها مجموعةٌ فرعيةٌ من بروتينات المصفوفة النووية الحامضية – من المرجح أن تكون تلك البروتينات التي تنظم علاقتهم مع الهيكل النووي.
وتظهر العناصر المرفقة للسقالة/ المصفوفة (بالإنجليزية:  scaffold/matrix attachment element )‏، الممثلة لمناطق الحمض النووي التي يُعْتَقَدُ أنها تربط الحمض النووي الجينومي بالهيكل النووي، طيفاً متزايداً للأنشطة الحيوية التي تم تأسيسها. حيث تتوافق كل تلك الأنشطة (أو أغلب التي يسهل شرحها منها) مع فروض المصفوفة النووية. ولعل هذا أحد التبريرات للحفاظ على تلك الفكرة قبيل نشأة نماذجٍ بديلةٍ بصورةٍ معقولةٍ.
هذا ووجدت العناصر المرفقة للسقالة/ المصفوفة استخداماً متزايداً للتصميم المنطقي للمتجهات مع استخدامٍ واسع النطاق في العلاج الجيني والتقانة الحيوية. كما أننا نلاحظ أنه يمكن في أيامنا هذه تضمين، تحسين، وتصميم وظائف العناصر المرفقة للسقالة/ المصفوفة وفقاً للمتطلبات الخاصة لأنظمة المتجهات الجديدة.
- انظر أيضاً: دائرة مصغرة (بالإنجليزية: minicircle)‏

## المصفوفة النووية ومرض السرطان
ثَبُتَ أن مركب المصفوفة النووية على الخلايا البشرية هو نمط الخلية والمحدد السرطاني. كما ثَبُتَ بوضوحٍ كذلك أن مركب المصفوفة النووية في السرطان مختلفٌ عن نظرائه الطبيعيين. ومن ثم أصبحت هذا الحقيقة ذات فائدةٍ في تشخيص محددات السرطان وفي التنبؤ بالأمراض بصورةٍ مبكرةٍ. كما وُجِدَت مثل تلك المحددات في البول والدم، كما أنه يمكن استخدامها في عمليتي الكشف المبكر والتشخيص للأورام السرطانية البشرية.

## نمب-22 (NMP-22)
تتحرر مصفوفة البروتين النووية من نوى الخلايا السرطانية أثناء موت الخلايا المبرمج. كما لوحظ أن تركيز نمب-22 (NMP-22) يكون على الأقل 25 ضِعفا في بول أشخاص يعانون من سرطان المثانة ولهذا تمّ استخدامه كدليل بيولوجي لتشخيص ومتابعة مرضى سرطان المثانة. حيث لوحظ أنه يمتلك حساسية تصل إلى 50% وحساسية خاصة تصل إلى 80%

## نمب-52 (NMP-52)
تم مؤخرا استخدام مصفوفة البروتين النووية-52 أو نمب-52 (NMP-52) ووزنه الجزيئي 52 كيلو دالتون في تشخيص سرطان المثانة حيث لوحظ أنه يرتفع تركيزه في سرطان المثانة بشكل ملحوظ باختلاف درجة أو مرحلة المرض سواء أكان في مراحله المبكرة أو المتأخرة ويتميز بأن له حساسية عالية تصل إلى 92% وحساسية خاصة تصل إلى 82% لذا يعتبر نمب-52 (NMP-52) دليل بيولوجي مهم لتشخيص ومتابعة مرضى سرطان المثانة.